# Diegem
Diegem är en ort i Belgien.   Den ligger i provinsen Flamländska Brabant och regionen Flandern, i den centrala delen av landet, 8 km nordost om huvudstaden Bryssel. Diegem ligger 19 meter över havet och antalet invånare är 5 001.
Terrängen runt Diegem är platt. Runt Diegem är det mycket tätbefolkat, med 4 188 invånare per kvadratkilometer.. Närmaste större samhälle är Bryssel, 7,9 km sydväst om Diegem. 
Runt Diegem är det i huvudsak tätbebyggt.